# Ultimate Adventures
Ultimate Adventures è una miniserie pubblicata dalla Marvel Comics, tradotta in italiano dalla Panini Comics nell'aprile 2005. Il fumetto è uscito in un unico volume di 144 pagine. Negli Stati Uniti il fumetto prese inizio nel novembre 2002 e terminò nel gennaio 2005, a causa di alcuni ritardi dello scrittore Ron Zimmermann.
Inoltre anche il disegnatore Fegredo è molto lento nel completare le tavole, cosa che ha posticipato parecchio l'uscita dei numeri originali. Gli ultimi tre episodi sono infatti inchiostrati da tre diversi artisti.
Proprio a causa di questi contrattempi, Ultimate Adventures è stato pubblicato così in ritardo in Italia. I disegni sono di Duncan Fegredo, mentre i dialoghi sono di Ron Zimmermann.
A differenza di tutti gli altri protagonisti dell'universo Ultimate, che sono dei riadattamenti di quelli ufficiali, Gufalco e il Picchio sono dei personaggi del tutto originali, cioè non esistenti nell'Universo Marvel classico.
Notiamo però alcune nette somiglianze con la storia di Batman e Robin, infatti a primo impatto la storia sembrerebbe un remake di quella già conosciuta del Cavaliere Oscuro.

## Trama
Il giovane Hank Kipple è un orfano solitario e triste, abbandonato in un orfanotrofio quasi da sempre. Ribelle e poco tranquillo, Hank risulta essere il ragazzo più maleducato del riformatorio di Padre Joe.
Una sera all'orfanotrofio si introducono due ladri che hanno da poco rapinato un negozio di liquori: il misterioso Gufalco, vigilante di Chicago atterra i due uomini dimostrando grande potenza. Durante la sua ronda notturna ha però notato il giovane ragazzo.
Qualche giorno dopo, l'alter-ego di Gufalco, Jack Danner, decide di voler prendere sotto la sua tutela uno dei giovani orfani del posto: la scelta ricade proprio su Hank Kipple. Il ragazzo non nega di voler andare a vivere in un posto migliore che quel vecchio orfanotrofio, ma non è nemmeno entusiasta di andare da Jack. Troverà però grandi amici nel maggiordomo Toliver, nella zia Ruth e nell'amico di Jack, Lee.
In uno dei noiosissimi pomeriggi a casa Danner, Hank scopre una base segreta piena di gufi, il nascondiglio del Gufalco. Ed è qui che il giovane Hank capisce il piano che Jack ha per la sua vita: Hank deve diventare la sua spalla. Non appena si presenta l'occasione, il Picchio (Hank) scende in campo per salvare il Gufalco, formando un'alleanza che durerà nel tempo.